# Puget-sur-Argens
Puget-sur-Argens – miejscowość i gmina we Francji, w regionie Prowansja-Alpy-Lazurowe Wybrzeże, w departamencie Var.
Według danych na rok 1990 gminę zamieszkiwało 5865 osób, a gęstość zaludnienia wynosiła 218 osób/km² (wśród 963 gmin regionu Prowansja-Alpy-W. Lazurowe Puget-sur-Argens plasuje się na 118. miejscu pod względem liczby ludności, natomiast pod względem powierzchni na miejscu 379.).